# 扎希爾亞 (特諾皮爾州)
49°51′57″N 25°26′59″E / 49.86583°N 25.44972°E
扎吉里亞（羅馬化：Zahiria）是位於烏克蘭西部特諾皮爾州特諾皮爾區的村莊，處於塞雷特河畔，始建於1570年，面積23平方公里，2001年人口1,227。